# 森吉山県立自然公園
森吉山県立自然公園（もりよしざんけんりつしぜんこうえん）は、秋田県中北部に位置する県立自然公園。1968年10月1日に指定された。

## 概要

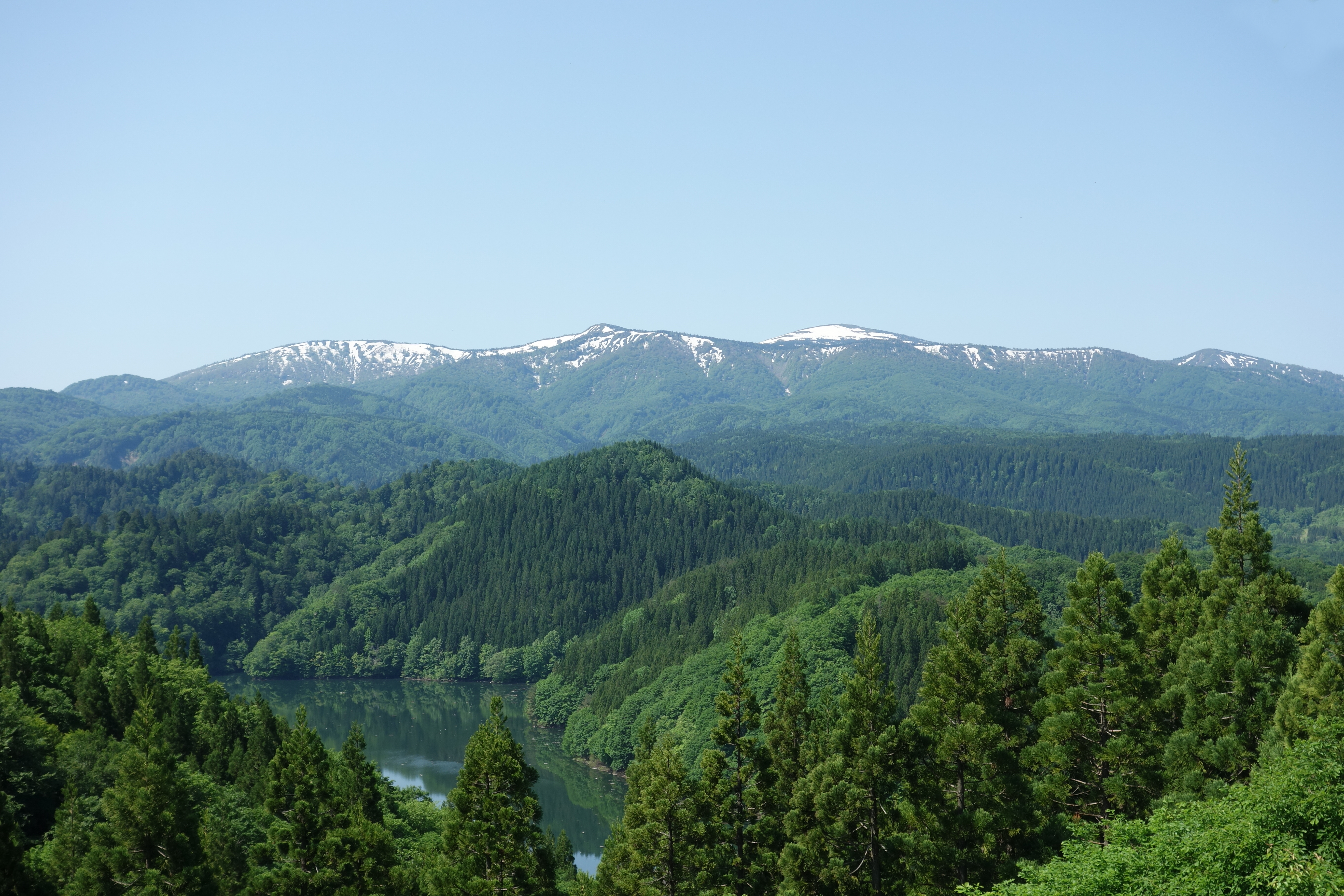
「森吉山と奥森吉」 太平湖北側から撮影

森吉山県立自然公園は、北秋田市の南東部に位置し、旧森吉町と旧阿仁町にまたがる山域に広がってる。この山は、原始性が高く、天然杉とブナ林が混生する特異な森林があり、豊かな生態系が特徴です。イヌワシやカモシカなどの野生動物が生息し、1977年には国の天然記念物に指定されたクマゲラの生息も確認された。2022年6月には、国立公園区域の拡張や国定公園の新規指定地域として、「国立・国定公園の大規模拡張候補地」に選定された。
森吉山は「花の百名山」としても知られ、初夏から秋にかけては約300種類の高山植物が咲き誇る。冬には、山形県の蔵王や青森県の八甲田と並び、日本三大樹氷の一つに数えられる「森吉山の樹氷」を鑑賞できる。山頂からは、日本海や男鹿半島、白神山地、鳥海山などの絶景を一望することができる。
森吉山の北東部には「奥森吉」と呼ばれる地域があり、名瀑群や渓谷、さらに秋田杉やブナの原生林が広がっていて渓谷のシンボル「桃洞の滝」などがある。一方、南東部には「奥阿仁」と呼ばれる地域があり、中の又渓谷や立又渓谷といった渓谷が見どころで、日本の滝百選に選ばれた「安の滝」をはじめとする多くの滝が点在している。

### 山
- 森吉山

### 湖
- 太平湖

太平湖の遊覧船は2025年（令和7年）5月16日に運航の休止が決定され、同年6月1日から3隻の小型船が周遊を行う体制に変更されることとなった。

### 主な渓谷・滝
- 奥森吉
  - 九階滝
  - 赤水渓谷
  - 桃洞渓谷・桃洞の滝
  - 小又峡・三階滝
- 奥阿仁
  - 中ノ又渓谷・安の滝
  - 立又渓谷・幸兵衛滝

## 天然記念物
- 桃洞・佐渡のスギ原生林 - 国の天然記念物（1975年指定）

## 周辺の主な施設
- 森吉
  - クウィンス森吉
  - 森吉山ダム広報館・四季美湖
  - 妖精の森キャンプ場
  - 森吉山温泉 小さな森の湯（旧杣温泉）
  - 奥森吉青少年野外活動基地
  - 森吉山野生鳥獣センター
  - 森吉ダム
- 阿仁
  - 阿仁スキー場 ・阿仁ゴンドラ
  - 森吉山ビジターセンター「ぷらっと」
  - 打当温泉・マタギ資料館
  - 阿仁熊牧場（くまくま園）

## ギャラリー

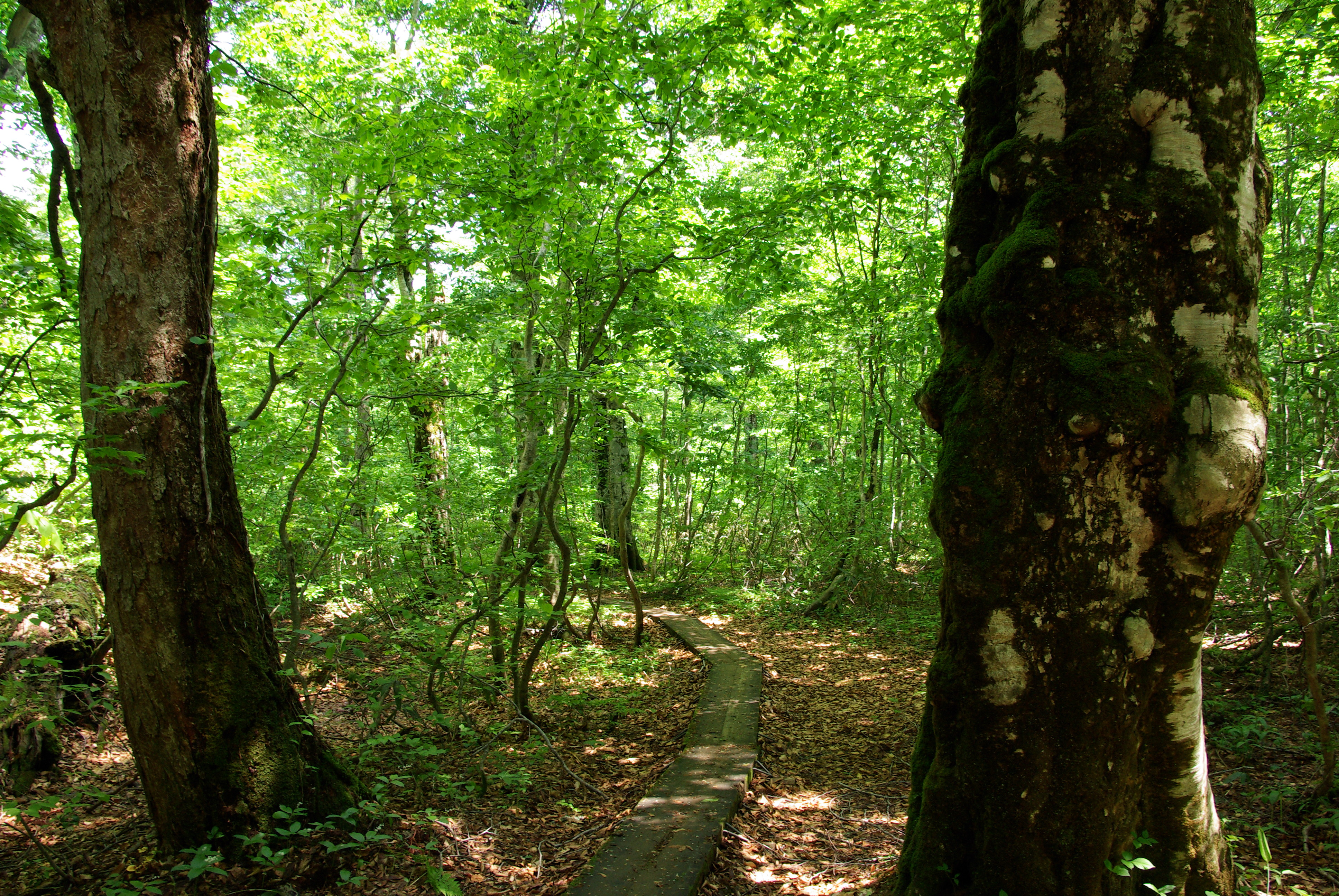
赤水渓谷「天国の散歩道」 （6月）
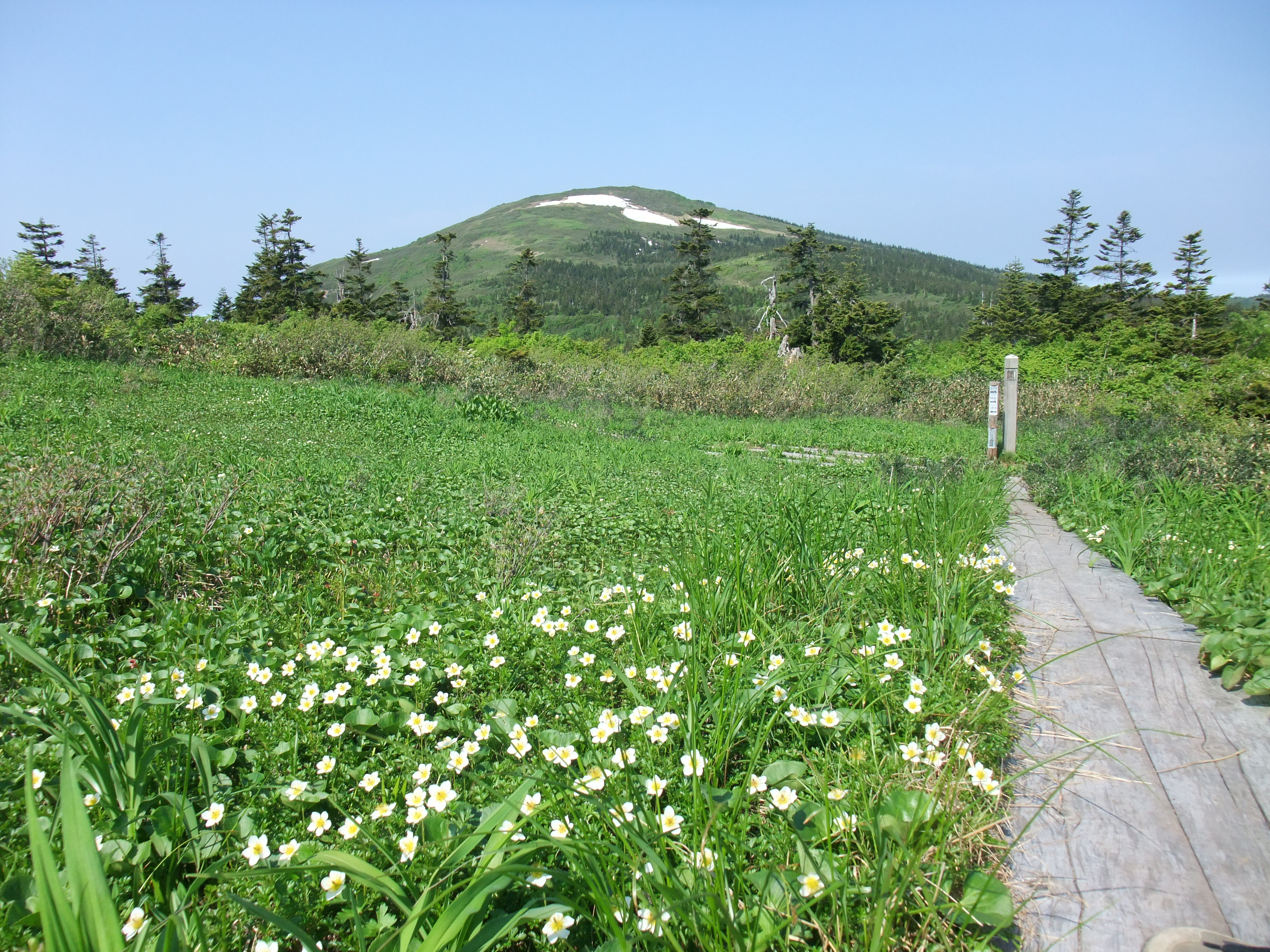
高山植物「チングルマ」 （6月）
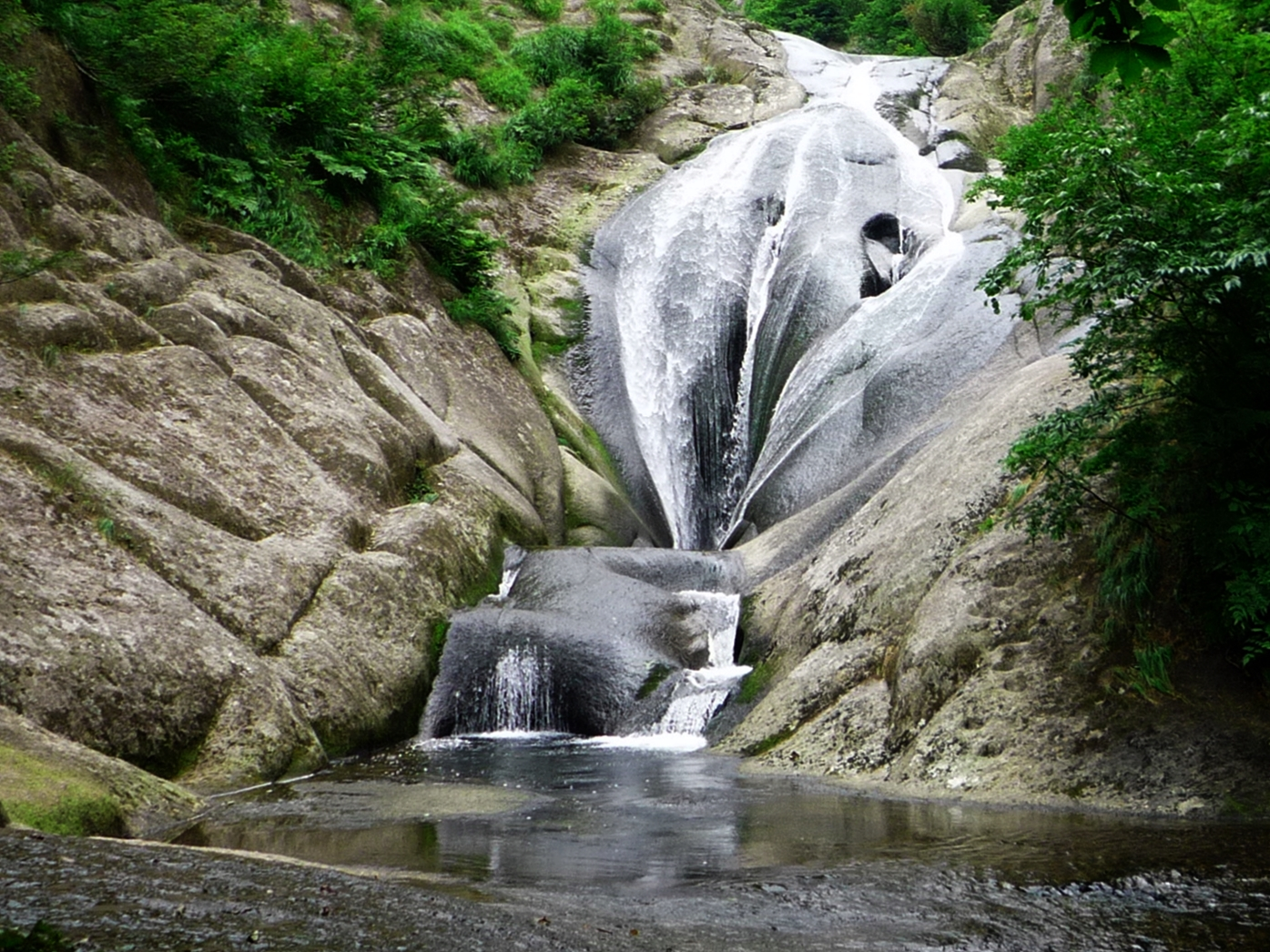
桃洞の滝（8月）
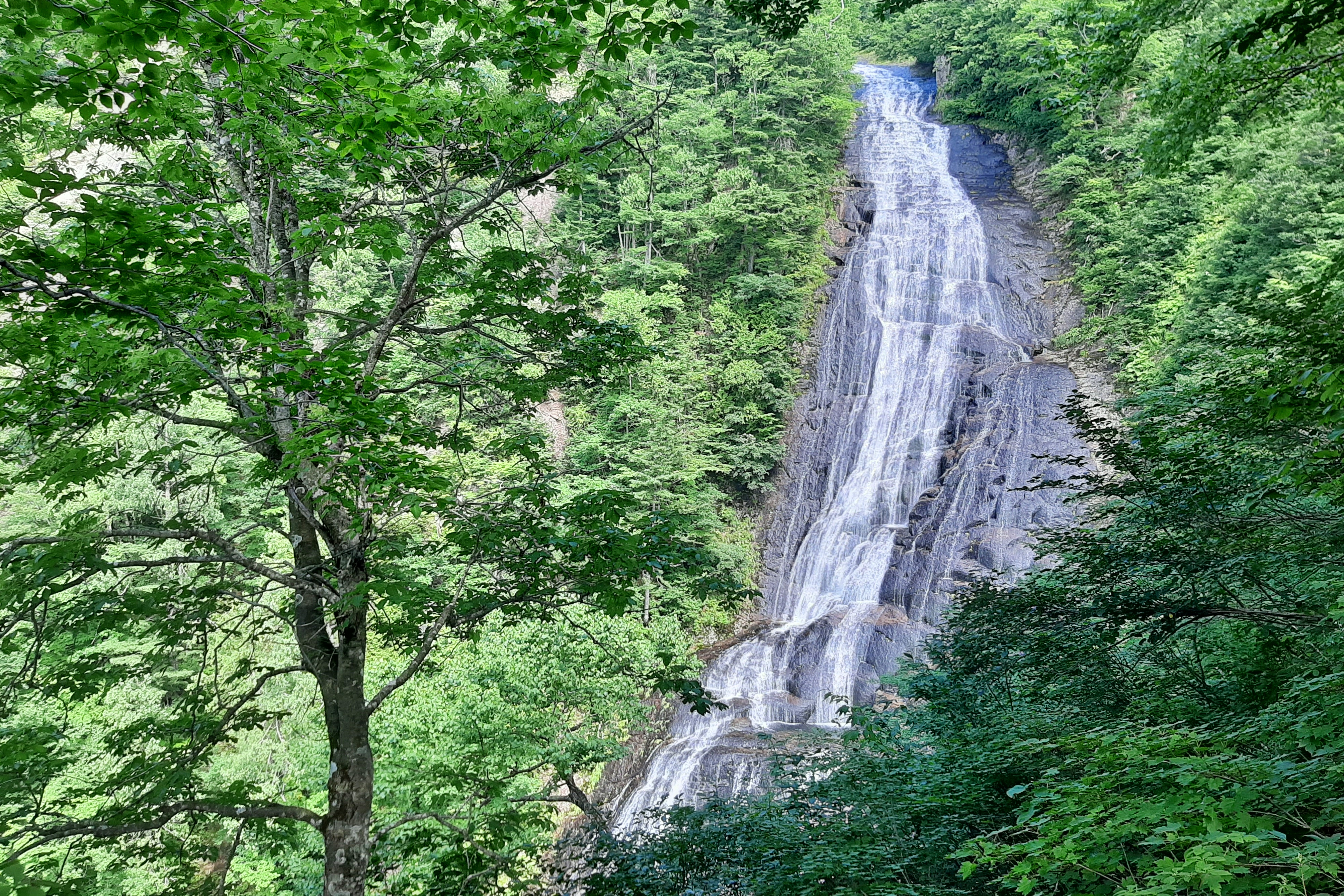
幸兵衛滝（8月）
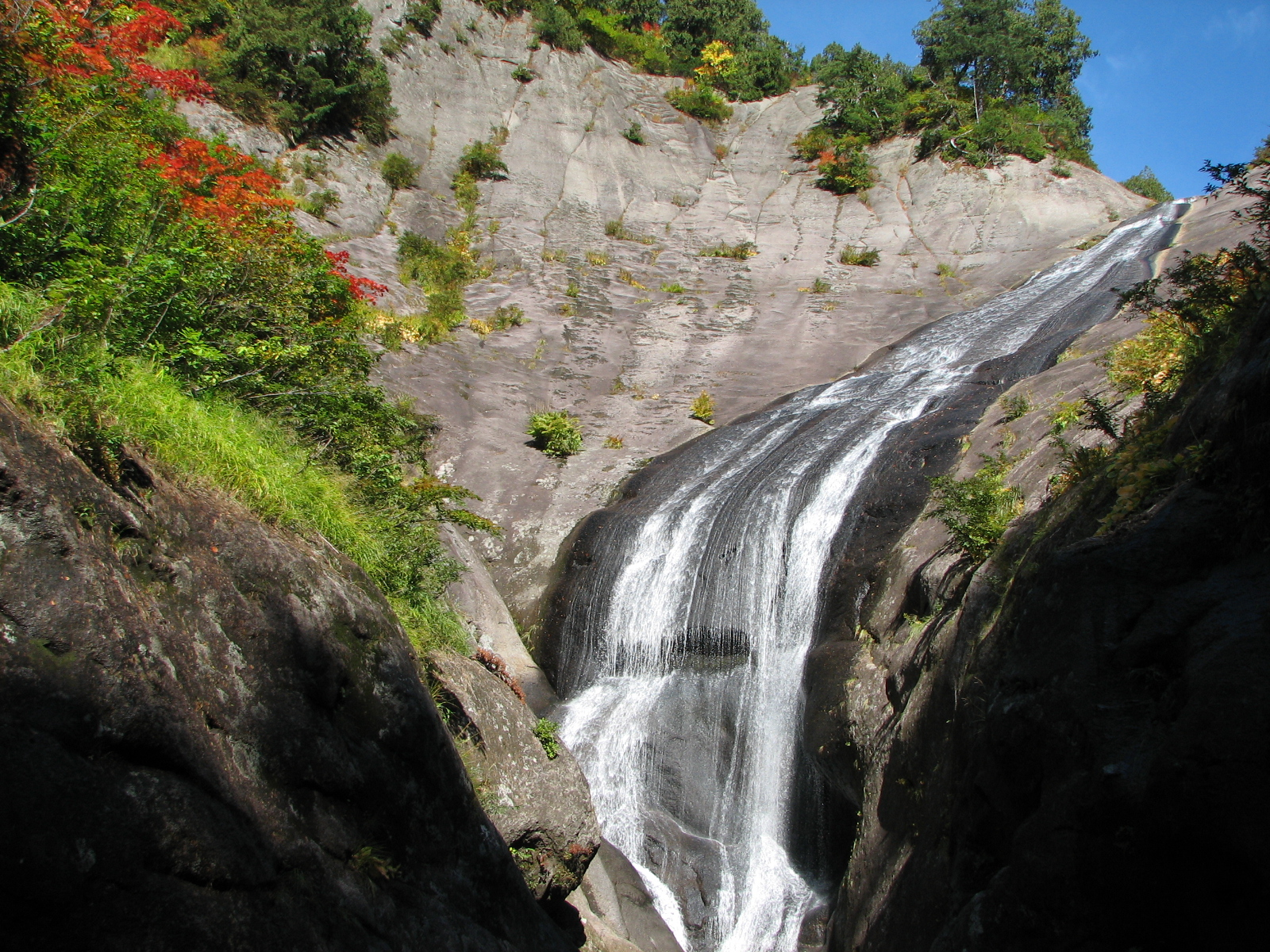
九階滝（10月）
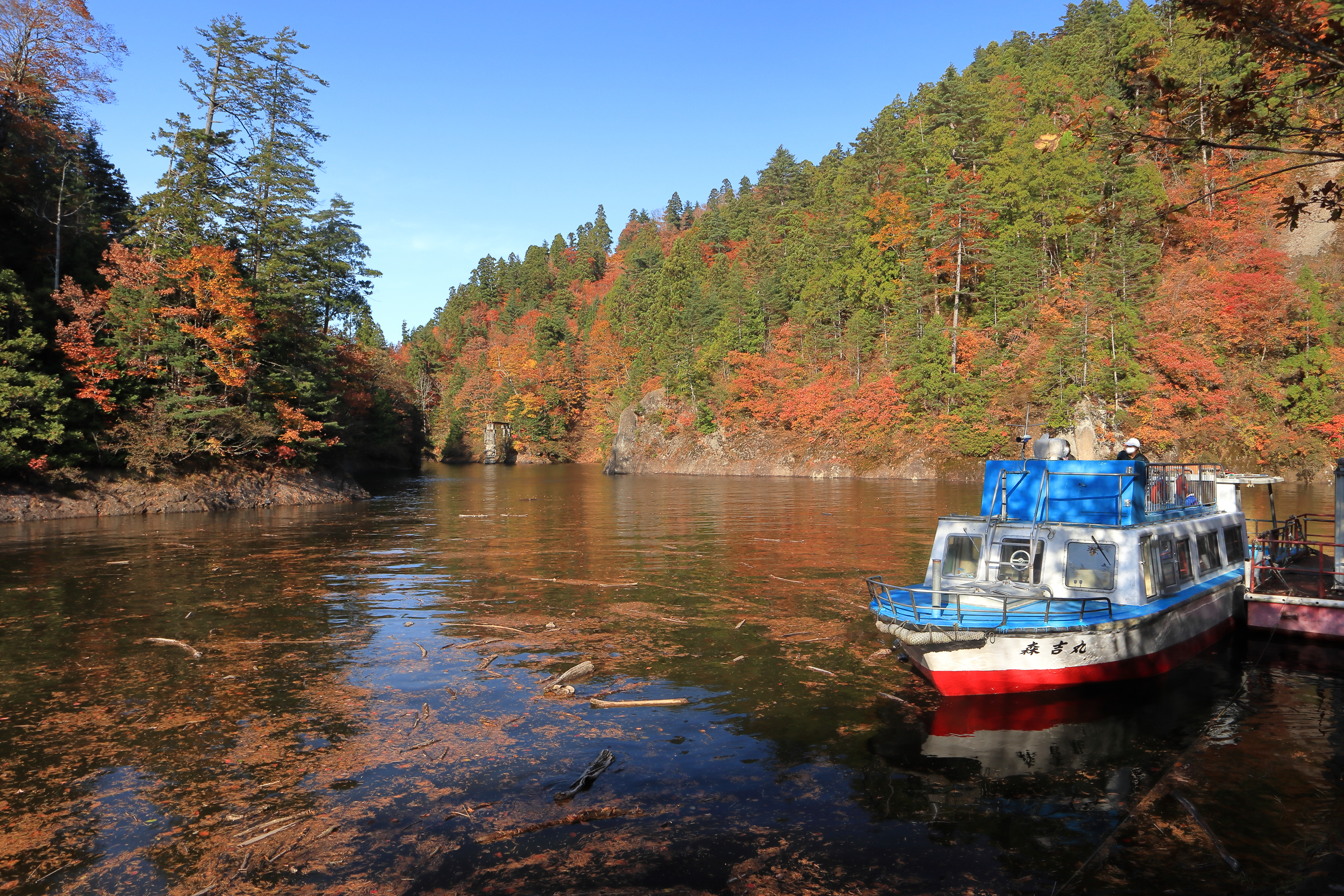
大平湖遊覧船（10月）
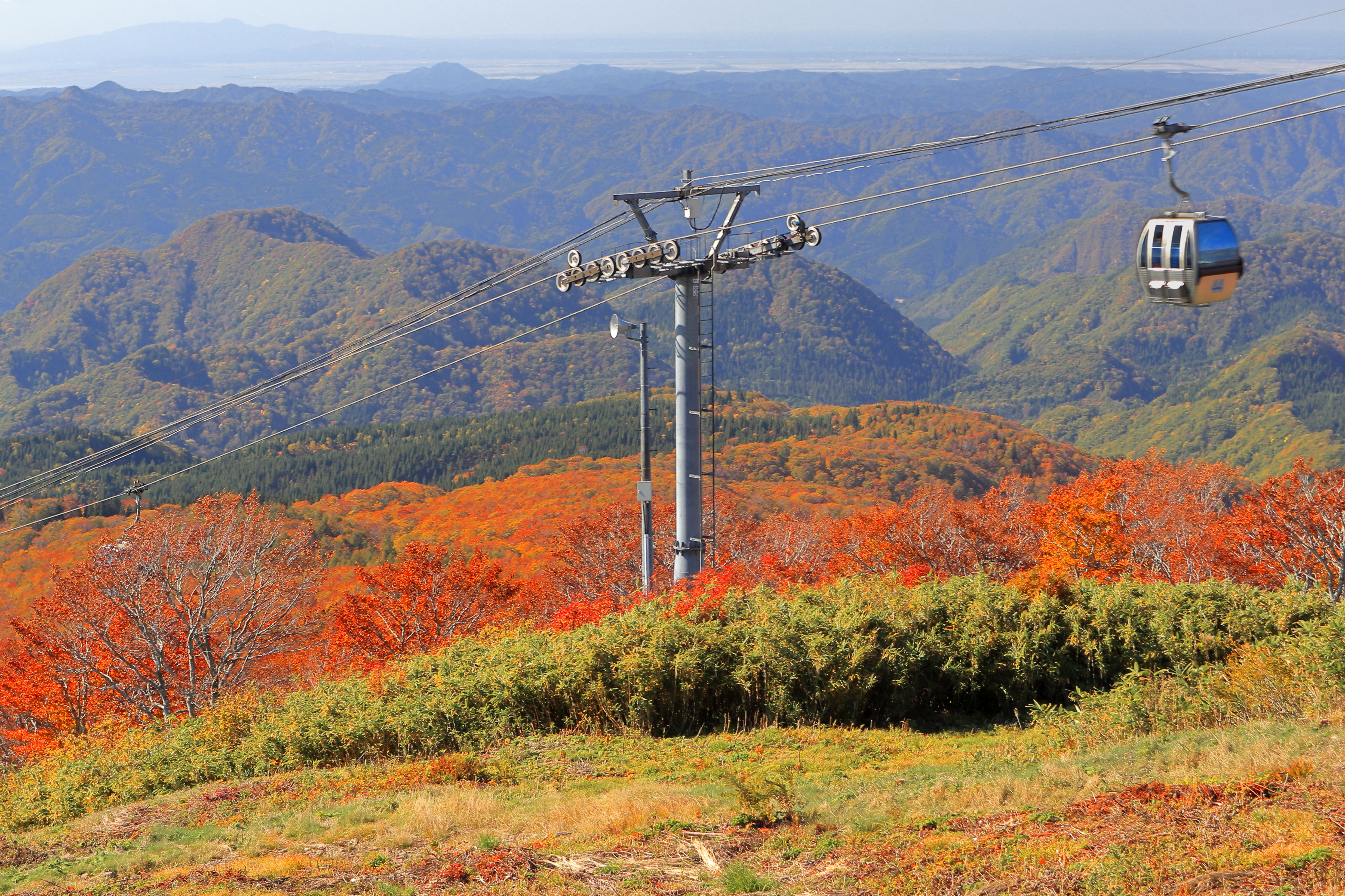
阿仁ゴンドラ（10月）
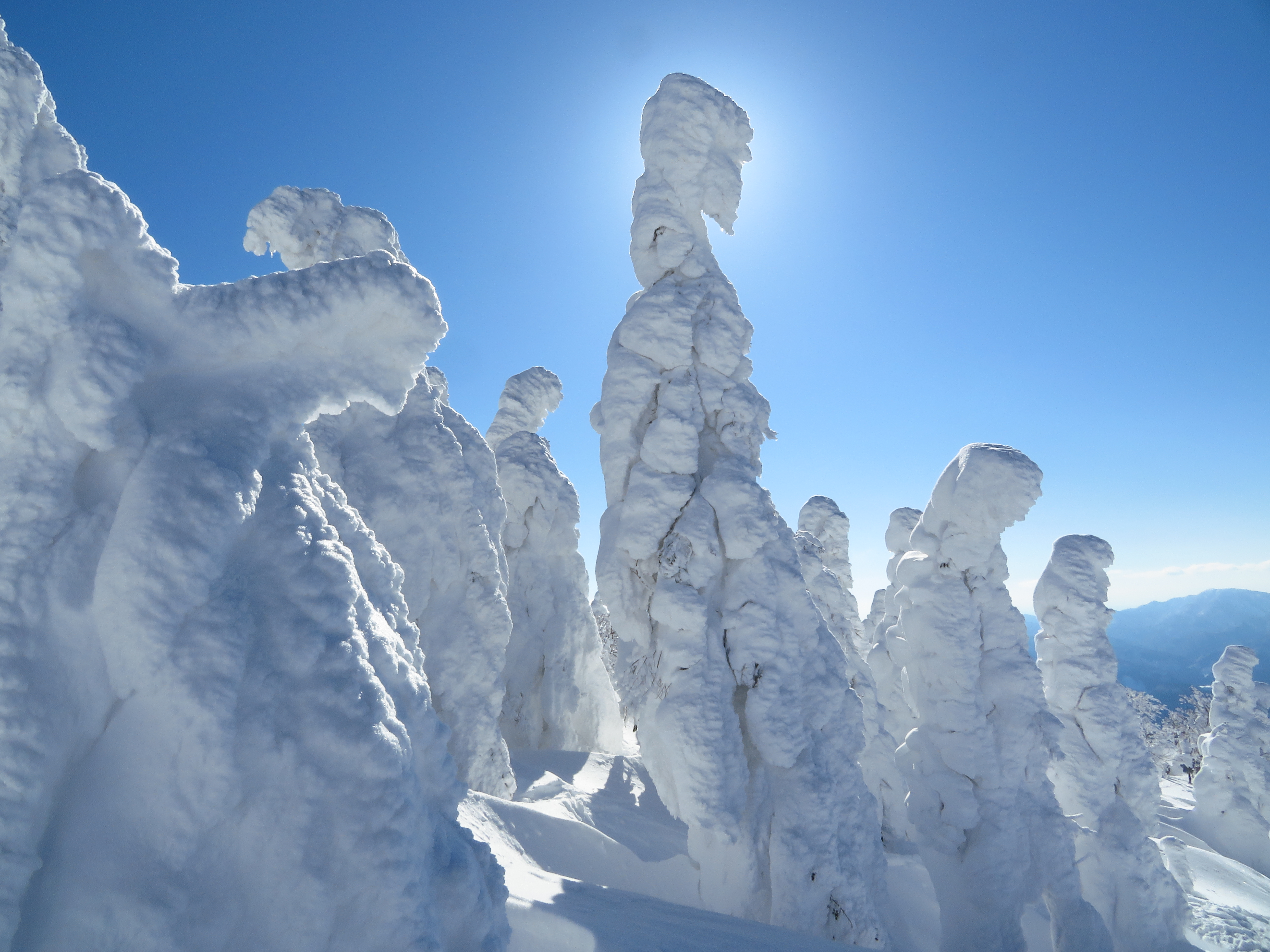
森吉山の樹氷（1月）

## アクセス
森吉山周遊乗合タクシー
JR鷹ノ巣駅・大館能代空港・阿仁合駅から
- 森吉山阿仁スキー場周辺

阿仁前田温泉駅から
- こめつが山荘
- 森吉山ダム広報館
  - 森吉山温泉 小さな森の湯
    - ヒバクラ登山口 - 鳥獣センター（桃同渓谷）
    - 太平湖（小又峡）

阿仁マタギ駅から
- 安の滝

※森吉山阿仁スキー場周辺と「森吉山温泉 小さな森の湯」へは通年運行
※安の滝へは6月1日から11月第1日曜日まで運行
※その他は6月1日から10月末まで運行

## 関連市町村
- 北秋田市